# 杉町マハウ
杉町 マハウ（すぎまち マハウ、Mahau Sugimachi、ポルトガル語 : Mahau Camargo Suguimati , 1984年11月13日 - ）はブラジルの陸上競技選手、専門は400mハードル。北京オリンピック男子400mハードルブラジル代表。ブラジル選手権400mHは2008年から2013年まで6連覇している。身長185cm、体重78kg。

## 経歴
1984年ブラジル中部のゴイアスで生まれる。父方の祖父が日本人の日系4世。
1992年に来日、足利市の小中学校を卒業後は常磐高等学校へ進学し茨城インターハイは走高跳で5位に入賞した。高校卒業後は日本ウェルネススポーツ専門学校へ進み、卒業後に同校の陸上部コーチを務めている。国民体育大会の男子400mハードルで2度優勝した。2008年6月チリ・イキケで開催された第13回イベロアメリカ選手権に出場し優勝を飾る。同年8月の北京オリンピックは準決勝に進出し、2組7着。世界選手権はベルリン・大邱・モスクワの3大会に出場している。2007年7月に母国ブラジル・リオ・デ・ジャネイロで開催された第15回パンアメリカン競技大会の400mハードルに出場し49秒63の記録で7位入賞の成績を残した。2006年7月に神戸市で開催された第90回日本選手権は49秒63の記録で2位に入賞した。2009年10月、国体の成年400mハードルでは48秒67で優勝し、成迫健児の6連覇を阻止。

## 成績

### 日本の大会
- 2002年 平成14年度全国高等学校総合体育大会（茨城） 走高跳 5位 1m96
- 2006年 第90回日本陸上競技選手権大会（神戸） 400mH 2位 49秒63
- 2009年 第64回国民体育大会（新潟） 400mH 優勝 48秒67
- 2010年 第65回国民体育大会（千葉） 400mH 優勝 49秒47
- 2011年 第66回国民体育大会（山口） 400mH 2位 50秒09
- 2012年 第67回国民体育大会（岐阜） 400mH 優勝 49秒13
- 2013年 第68回国民体育大会（調布） 400mH 2位 49秒58
  - 5月：静岡国際大会　400mH　優勝　48秒79[6]
- 2014年 第69回国民体育大会（諫早） 400mH 優勝 50秒11
- 2015年 第70回国民体育大会（和歌山） 400mH 2位 49秒74

### 国際大会
- 2007年 第15回パンアメリカン競技大会（リオ・デ・ジャネイロ） 400mH 7位 49秒63
- 2008年 第13回イベロアメリカ陸上競技選手権大会（英語版）（イキケ） 400mH 優勝 50秒07
- 2008年 第29回オリンピック（北京） 400mH 準決勝2組7着 50秒16
- 2009年 第46回南アメリカ陸上競技選手権大会（英語版）（リマ） 400mH 4位 51秒50
- 2009年 第12回世界選手権（ベルリン） 400mH 予選1組7着 51秒15
- 2010年 第14回イベロアメリカ陸上競技選手権大会（サン・フェルナンド） 400mH 3位 49秒87
- 2011年 第47回南アメリカ陸上競技選手権大会（ブエノスアイレス） 400mH 2位 51秒11
- 2011年 第13回世界選手権（大邱） 400mH 準決勝2組7着 50秒89
- 2011年 第16回パンアメリカン競技大会（グアダラハラ） 400mH 5位 49秒61
- 2013年 第48回南アメリカ陸上競技選手権大会（カルタヘナ） 400mH 優勝 49秒86
- 2013年 第14回世界選手権（モスクワ） 400mH 準決勝2組6着 50秒27
- 2014年 第10回南アメリカ競技大会（サンティアゴ） 400mH 3位 50秒47
- 2014年 第16回イベロアメリカ陸上競技選手権大会（サンパウロ） 400mH 3位 49秒99
- 2015年 第17回パンアメリカン競技大会（トロント） 400mH 8位 49秒68

## 自己記録
- 400mハードル - 48秒67（2009年10月3日、新潟）